# Bhutaniella hillyardi
Bhutaniella hillyardi là một loài nhện trong họ Sparassidae.
Loài này thuộc chi Bhutaniella. Bhutaniella hillyardi được Peter Jäger miêu tả năm 2000.